# Dronrijp
Dronrijp (officieel, Fries: Dronryp) is een dorp in de gemeente Waadhoeke, in de Nederlandse provincie Friesland. De plaats ligt tussen Franeker en Leeuwarden aan de autosnelweg de A31 en het Van Harinxmakanaal. Even ten zuiden van het dorp ligt het station aan de spoorlijn Leeuwarden-Harlingen Haven. 
In 2023 telde het dorp 3.295 inwoners. De plaats wordt lokaal De Ryp genoemd, en de inwoners Rypsters. Binnen het dorpsgebied ligt de buurtschap Hatsum, een klein deel van Rewerd (deels) en de voormalige buurtschappen De Fennen, Glins en De Poelen.

## Geschiedenis
Dronrijp is een van de langst bewoonde plekken van Friesland. De bewoning gaat terug naar jaren voor de start van de christelijke jaartelling, waarbij de plaats, mogelijk alleen met een heel korte onderbreking, steeds bewoond geweest is. 
Net ten zuiden van Dronrijp, in Hatsum aan de Longbuouren, ligt een oude dobbe, een minstens 2000 jaar oude drenkplaats. De dobbe was de grootste die tot dan toe was gevonden in Noord-Nederland.
Het dorp Dronrijp zelf ontwikkelde zich vanaf de Middeleeuwen. In de 12e eeuw werd de plaats geschreven als Dennigrip, Dronryp en Drenningrip. Vanaf de 14 eeuw kwamen de schrijfwijzen Dronrijp, Drunrijp, Op die Ryp en Dronryp voor. Het eerste deel van de plaatsnaam wijst mogelijk naar de familie Drenninga, maar geheel zeker is dat niet. Het tweede deel verwijst naar een ligging langs een oever (rijp).
Het dorp stond bekend als een statig dorp vanwege een tiental stinzen. De meeste daarvan werden later afgebroken om plaats te maken voor statige boerderijen. Het enige landhuis dat nog bestaat is de Schatzenburg uit de 18e eeuw die net ten noorden van de A31 ligt.
Het dorp kende in de 20e eeuw meerdere vlasserijen, de grootste was de fabriek van de NV "Noord Nederlandsche vlasindustrie", die zowel een eigen warmwaterroterij als zwingelarij bezat.
Aan het einde van de Tweede Wereldoorlog vond op 11 april 1945 de fusillade bij Dronrijp plaats.

## Kerken
Het dorp kent twee kerken die tot op heden worden gebruikt. De eerste kerk is de Nederlands hervormde kerk: Salviuskerk, gelegen aan de Tsjerkebuorren. Deze kerk staat in de omgeving ook wel bekend als de Alde Wite, wat “oude witte” betekent. De kerk is gewijd aan Sint-Salvius.
Het orgel uit 1653 is het oudste kerkorgel van Friesland en werd gemaakt door de gebroeders Arnoldus en Tobias Bader. Het orgel werd in de 19e eeuw gerestaureerd door Willem Hardorff en in de 20e eeuw door Bakker & Timmenga.
De tweede kerk in het dorp is de Rooms-Katholieke Maria Geboortekerk. Gelegen aan de Dûbelestreek. De kerk is een Waterstaatskerk uit 1839, ontworpen door de architect A. v.d. Moer. Precies 100 jaar later werd de voorgevel aangepast en kreeg de kerk de opvallende toren. De aanpassing werd ontworpen door J.M. van Hardeveld.
Daarnaast zijn er nog oude kerken die nu een andere bestemming hebben gekregen, zoals de Rehobothkerk aan de Hearewei, een voormalige kerk met daarbij de christelijke school. In 1953 is de school al verhuisd naar de huidige locatie. In 2006 was hier de laatste dienst, en de kerk heeft nu een woonbestemming. 
Aan de Puoldyk staat het "Mosterdzaadje", het Evangelisatiegebouw van de Nederlands Hervormde Evangelische vereniging, dat op 25 november 1928 werd ingewijd. Later heeft hier nog de Interije ingezeten, een jeugdsoos. Inmiddels heeft het een woonbestemming.

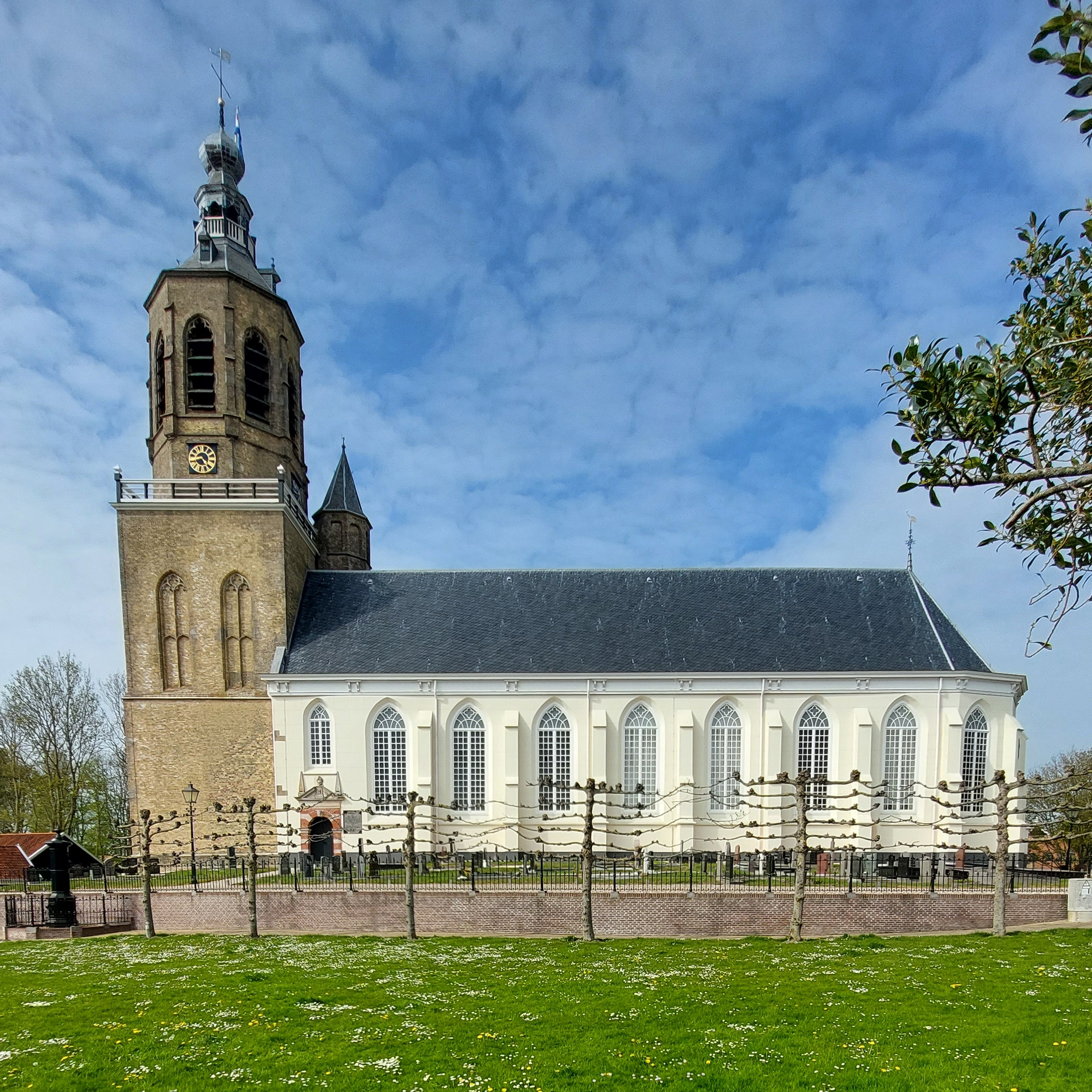
Salviuskerk (D' Alde Wite)
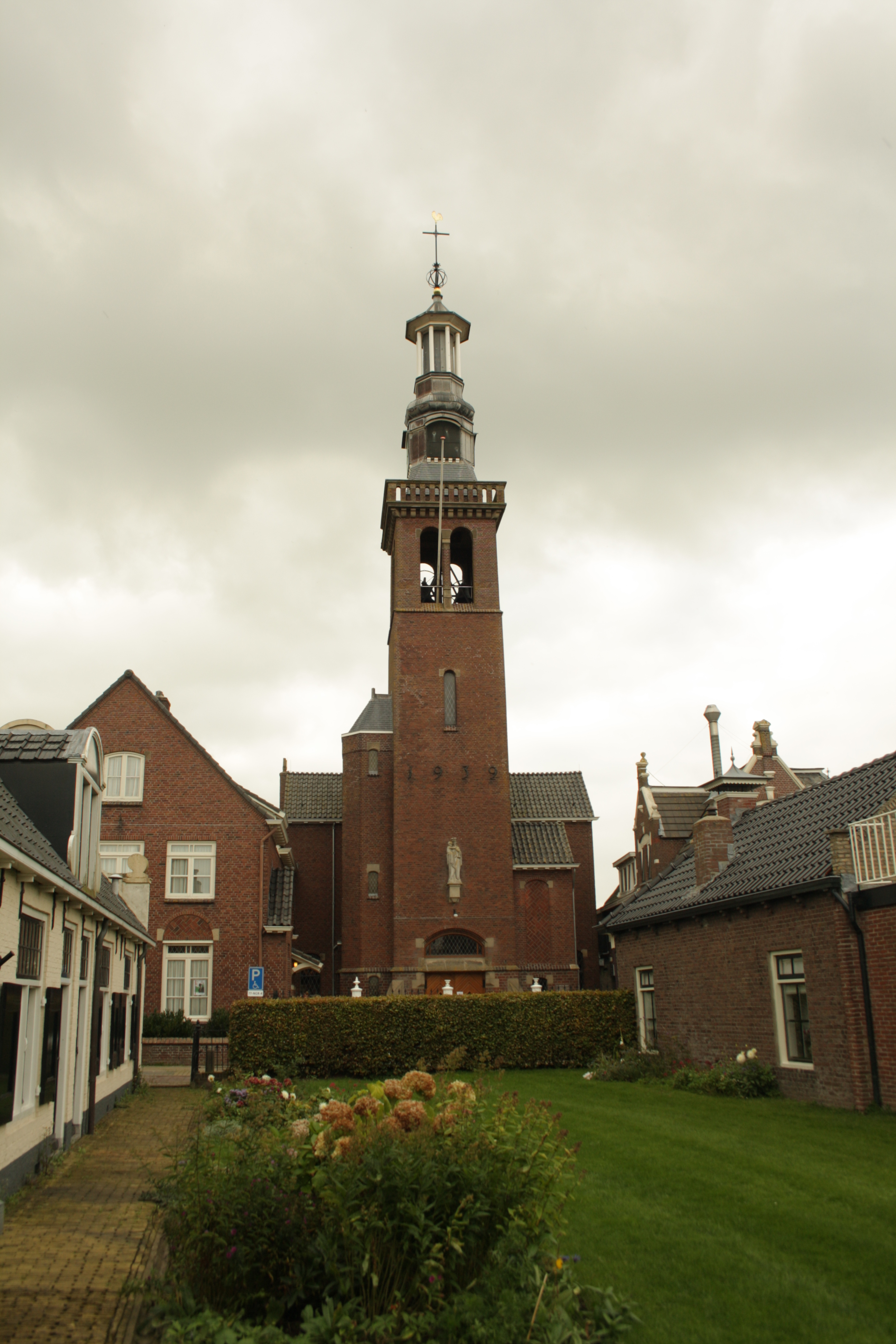
Maria Geboortekerk
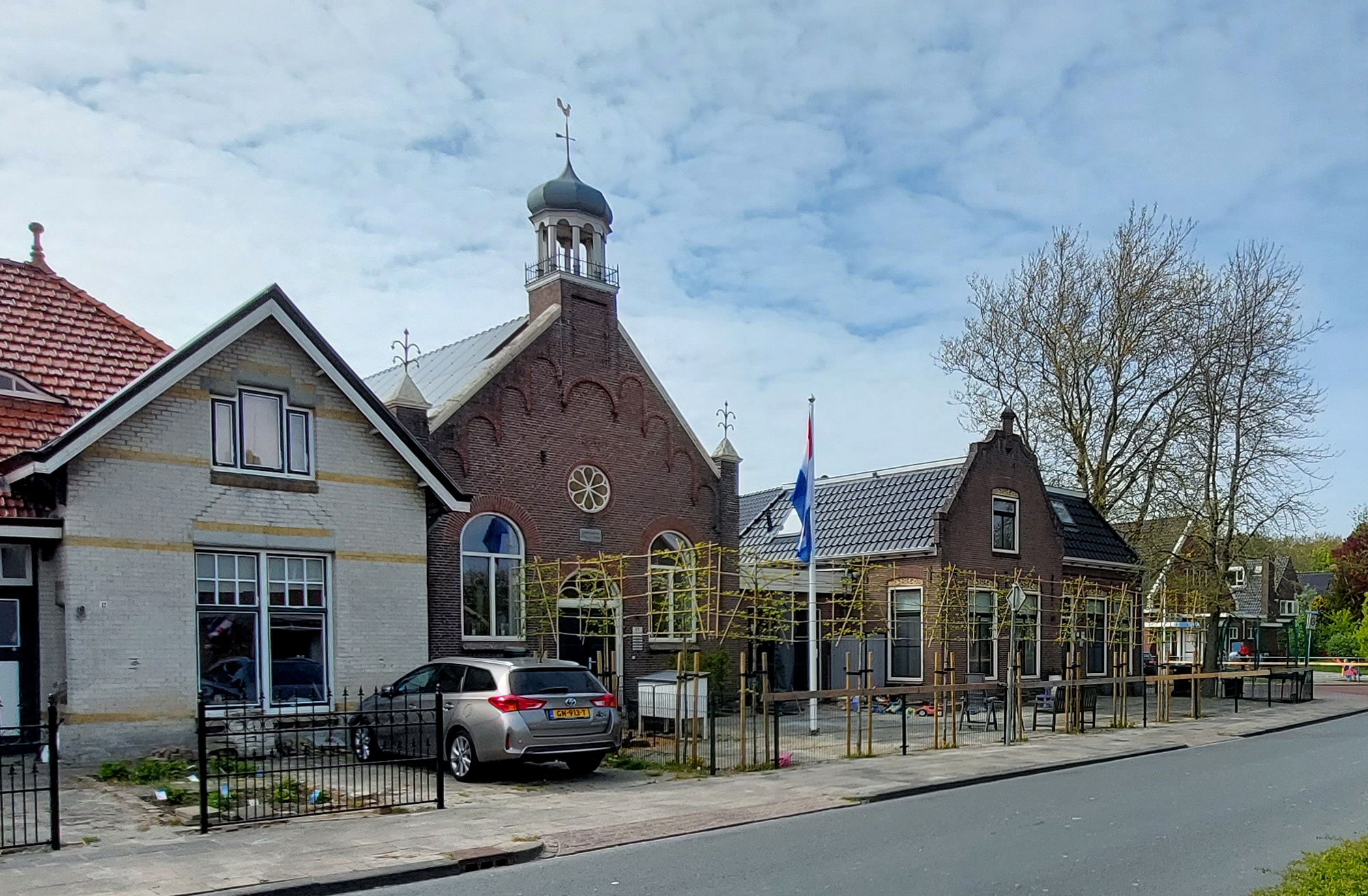
Voormalige Rehobothkerk
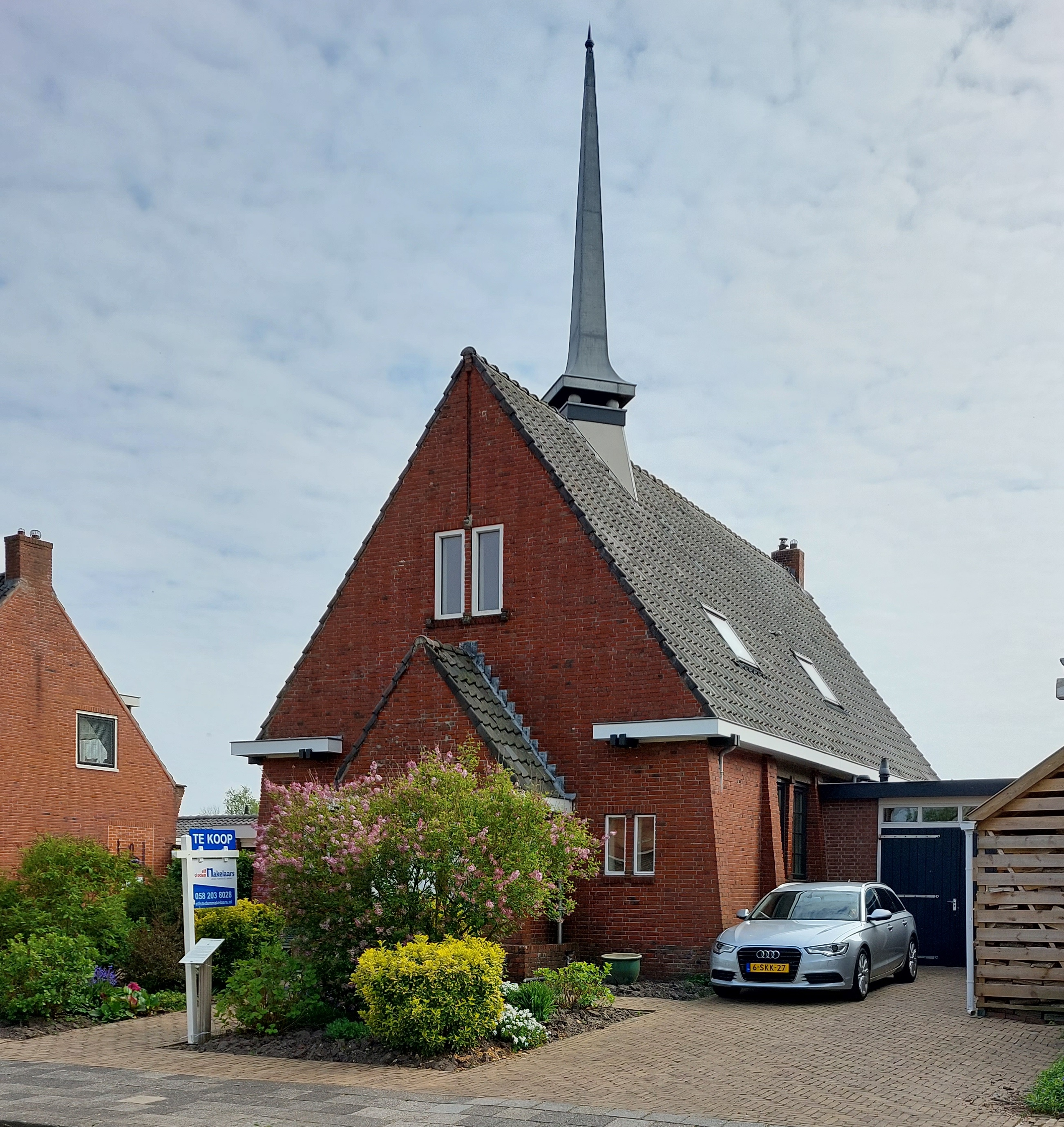
Voormalige kerk van de Nederlands Hervormde Evangelisatie

## Monumenten
Een deel van Dronrijp is een beschermd dorpsgezicht, een van de beschermde stads- en dorpsgezichten in Friesland. Verder zijn er in het dorp enkele tientallen rijksmonumenten.
Nabij het dorp staat een drietal poldermolens: De Poelen (1850), Kingmatille (1870) en de Hatsumermolen (1878).

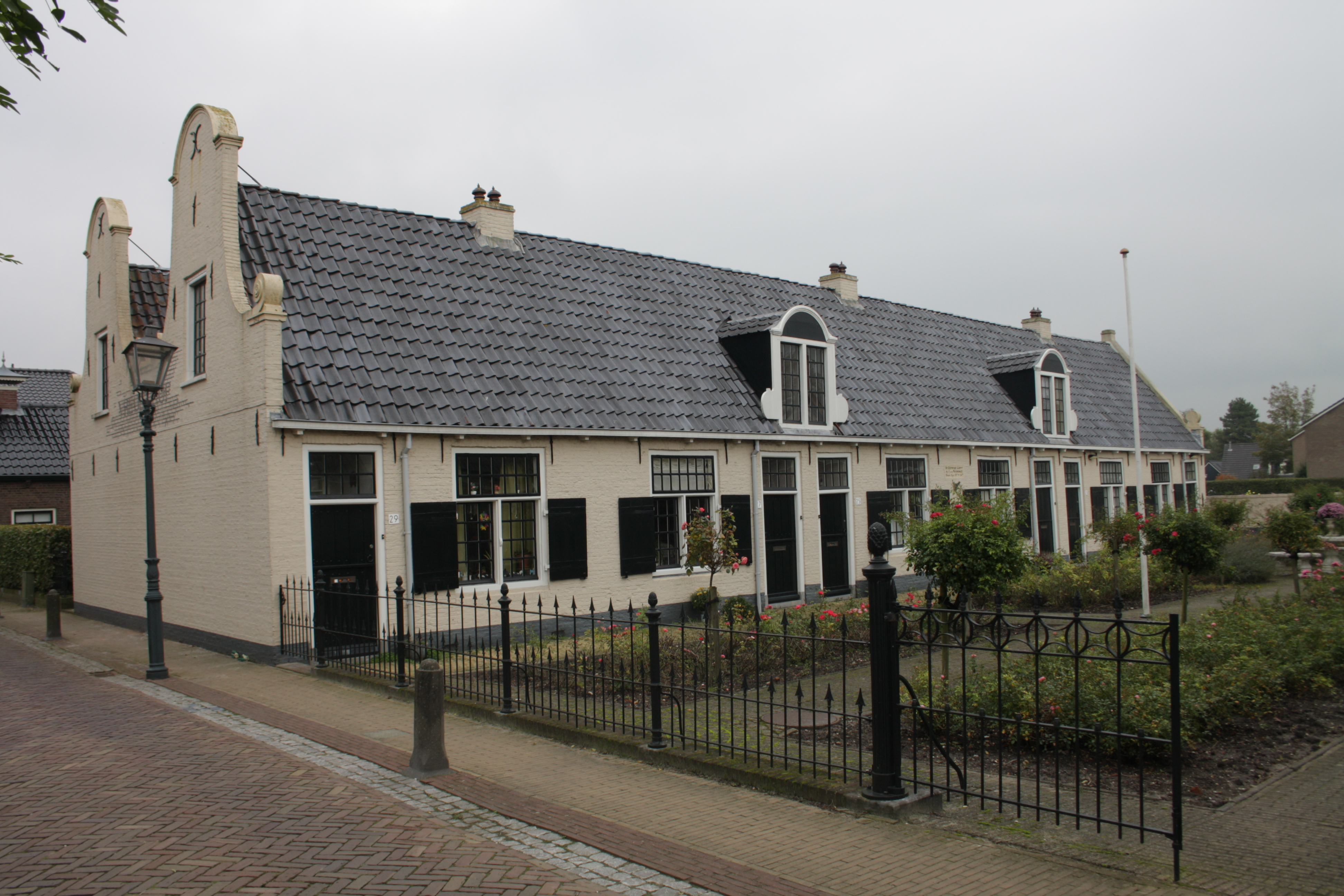
Vredenhof
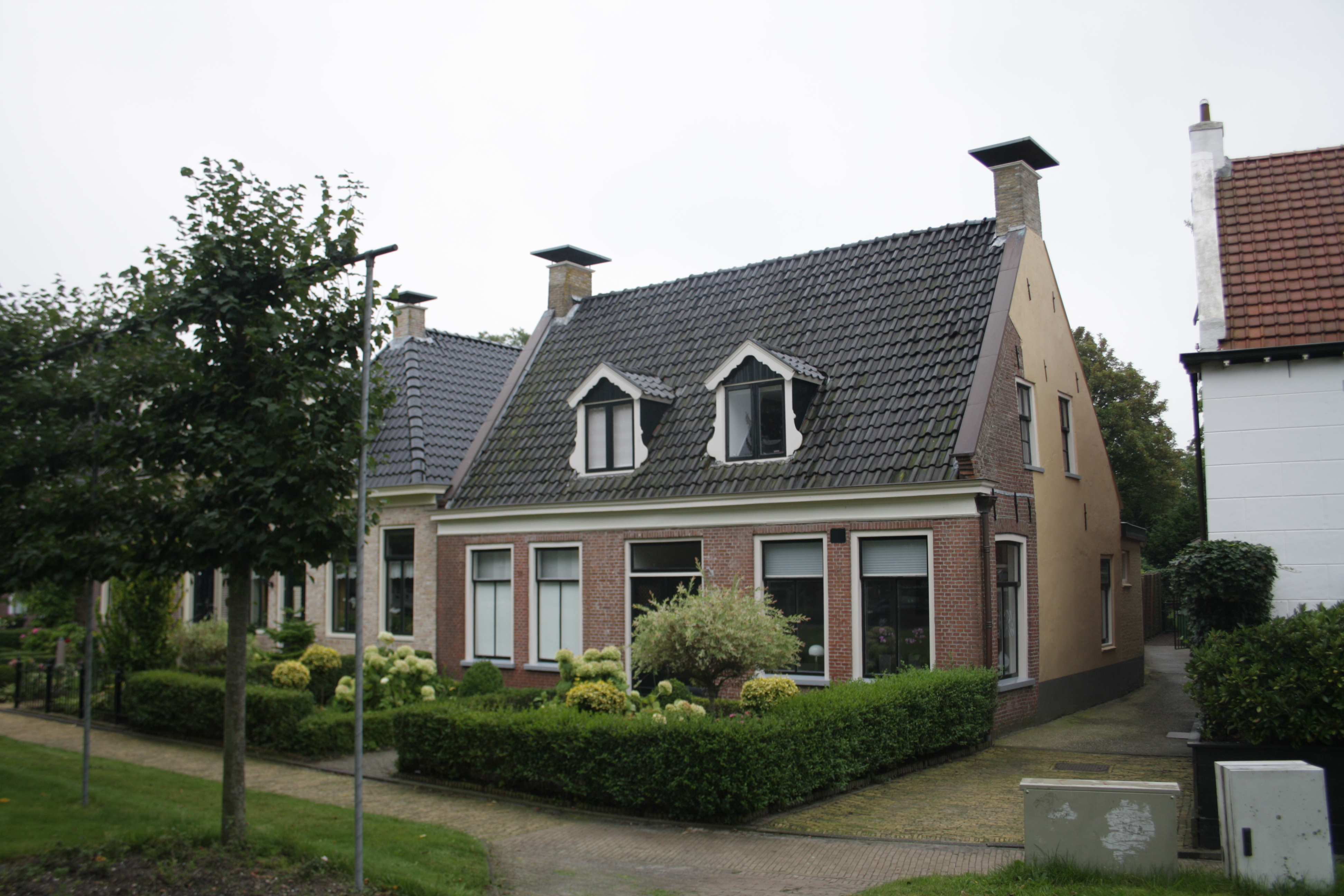
Rijksmonument aan de Brêgebuorren
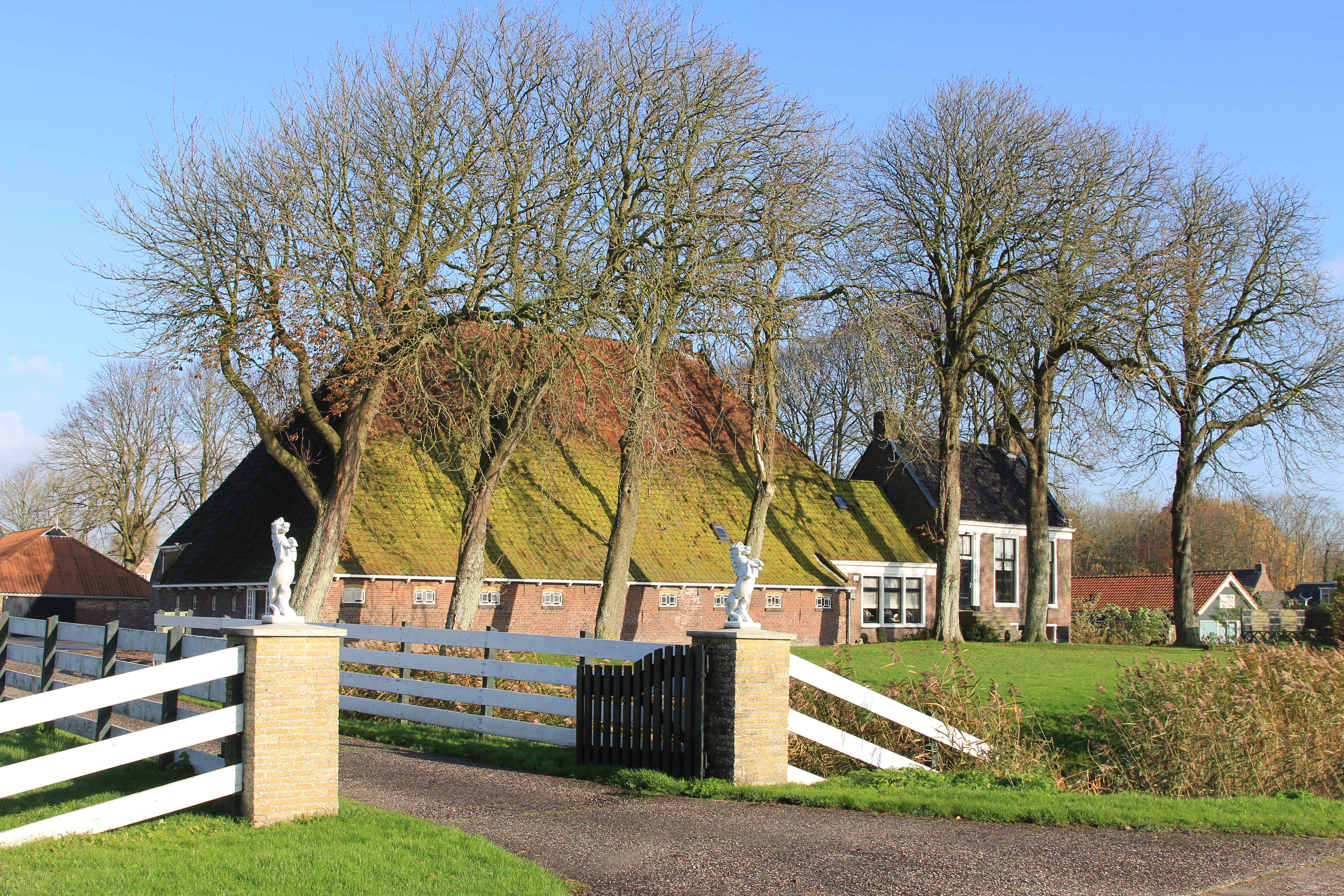
Hobbemastate (Boerderij met woning op plek van de stins)

## Bereikbaarheid

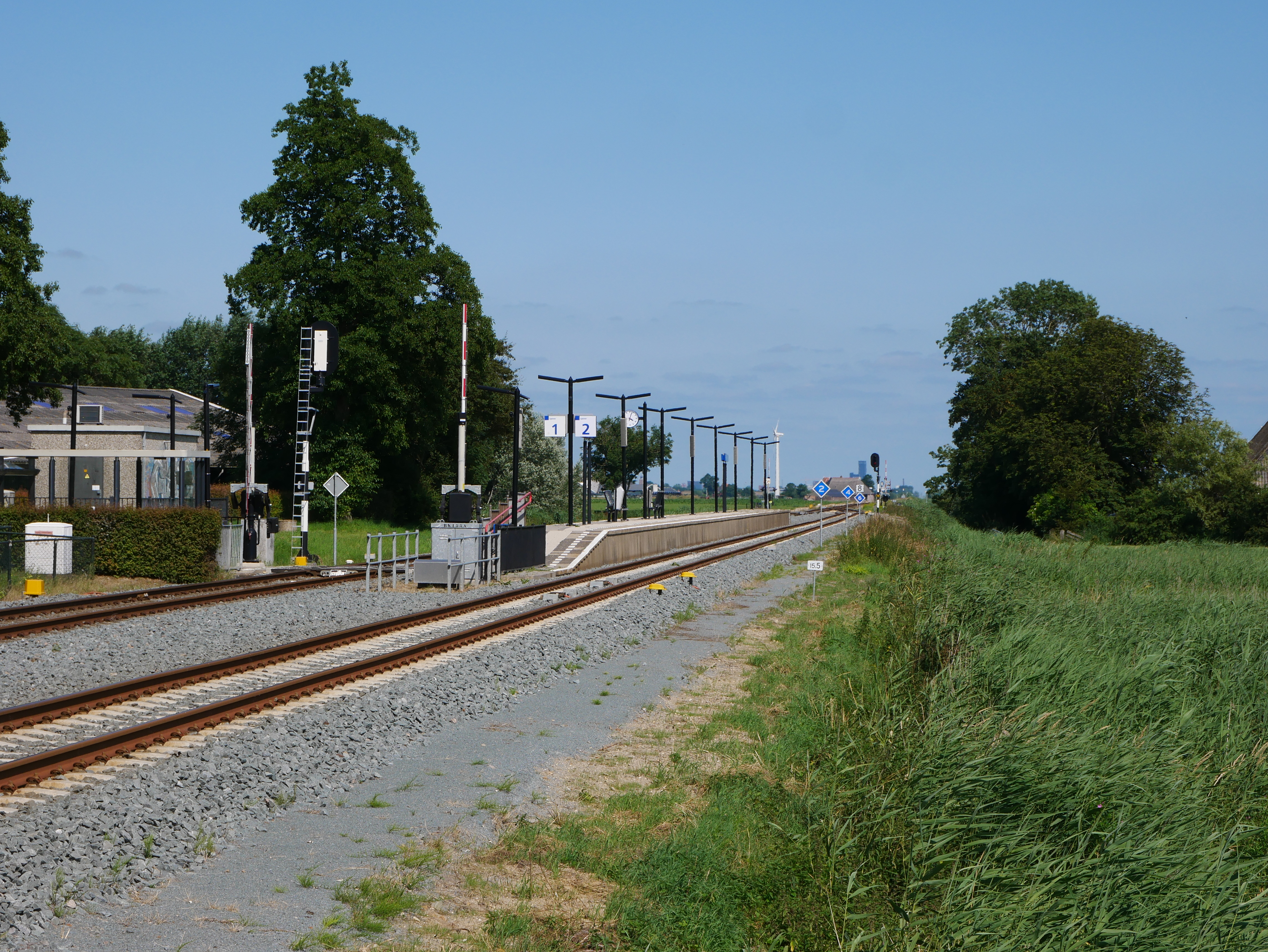
Station Dronryp

Dronrijp ligt gelegen aan de A31 tussen Leeuwarden en Harlingen. Vanaf Harlingen richting Leeuwarden gereden, verlaat je de snelweg bij de afrit en beland je zo op een van de rotondes die het dorp met de snelweg verbindt. 
Naast de auto is het dorp ook te bereiken met het openbaar vervoer. Het dorp beschikt over haltes die worden bereden door lijn 97, Leeuwarden - Franeker. Naast de bus die stopt aan de rand van het dorp, langs de snelweg, beschikt het dorp ook over een treinstation dat net buiten het dorp ligt. Hierover rijdt de trein Leeuwarden-Harlingen Haven. Deze stopt ook in Deinum, Franeker en Harlingen station.

## Sport

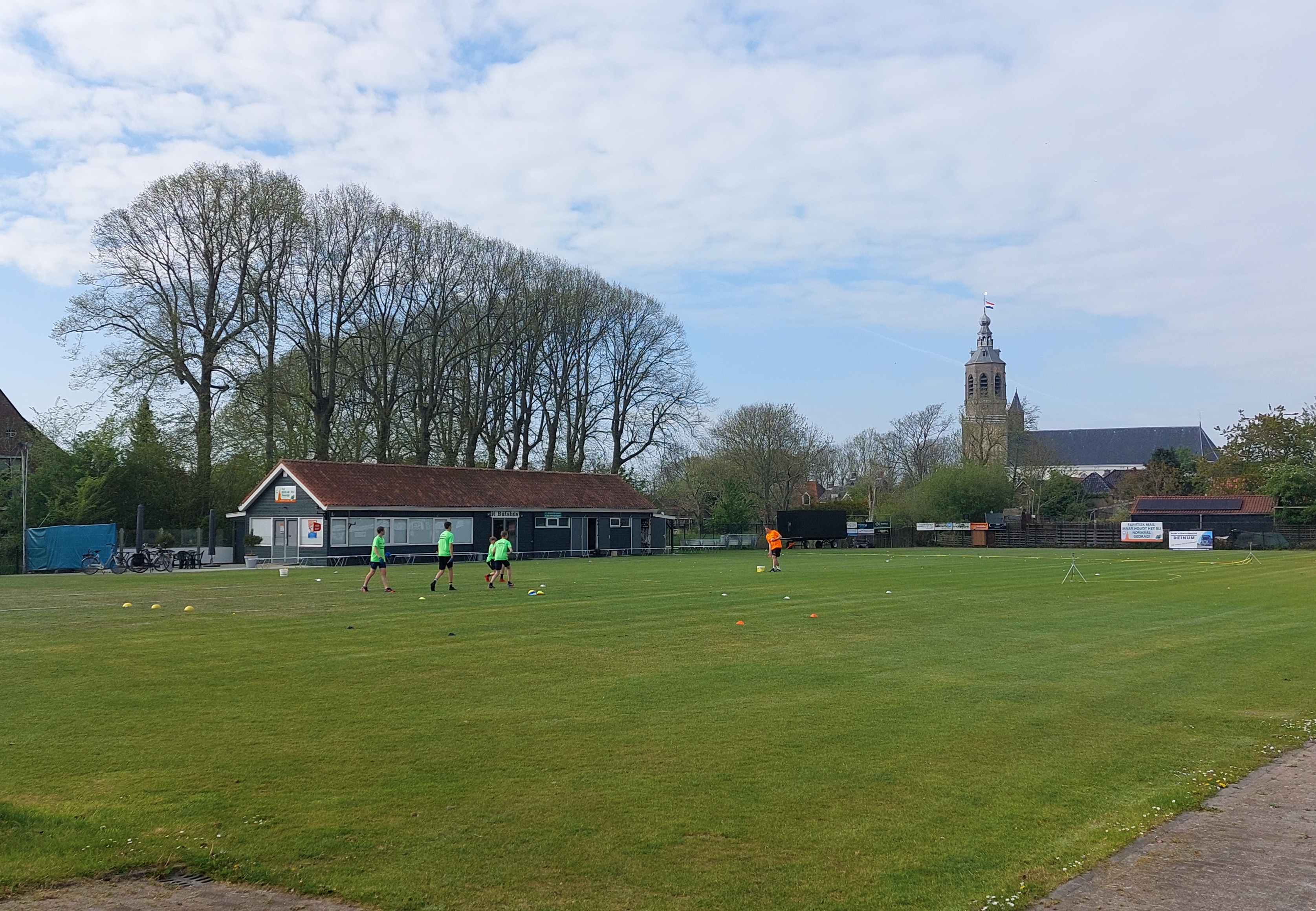
Kaatsveld van Dronrijp

De kaatsvereniging VvV Sjirk de Wal werd opgericht in 1893 en vernoemd naar de bekendste kaatser uit Dronrijp, Sjirk de Wal (geboren in Jelsum). Hij won als kaatser zeven keer de PC.
De voetbalvereniging VV Dronrijp werd in 1947 opgericht. De jeugd van de voetbalvereniging speelt samen met de de jeugd uit het naastgelegen dorp Menaldum. Het dorp kent twee voetbalvelden. De ring, gelegen aan de Welderingstrjitte is voornamelijk bedoeld voor de jeugd. Het andere voetbalveld ligt op Schatzenburg. Daar is ook de tennisvereniging en beschikt het dorp over een sporthal, genaamd de Roelingahal.
In het dorp zelf beschikt men nog over een jeu de boulesbaan, gelegen bij de Multi Functionele Accommodatie (MFA) en een gymnastiekzaal waar de vereniging D.O.S. traint.

## Cultuur
In 1932 werd de Fanfare Kunst & Genoegen opgericht.
Het dorp beschikt over drie toneelverenigingen. De eerste daarvan is Hâld moed. Deze vereniging speelt Fryske stukken in het parochiehuis op de Dûbbele Streek. De tweede toneelvereniging is Rederikerskeamer Demosthenes. Deze vereniging speelt ook voornamelijk fryske stukken in de Posthoorn. Daar in de bovenzaal wordt in maart het stuk opgevoerd. De laatste vereniging is Stichting Iepenloftspul Dronryp. De stichting bestaat sinds 1994 en eens in de twee jaar worden er stukken opgevoerd in het park achter de Haven. Hier wordt speciaal een tribune en podium opgebouwd voor het toneel. Het laatste stuk ging over de fusillade bij de brug. Vaak heeft het stuk rond de 8/10 opvoeringen.
Sinds 2017 is de Bibliotheek van het dorp verbouwd en gerenoveerd. Daarbij is ook het achterste gebouw aangepakt en beschikt het dorp hier nu over drie verschillende zalen waarin culturele activiteiten kunnen worden georganiseerd door Stichting MFA d' Âld Skoalle. 1 grote zaal, een kleinere zaal waarin de jeugd kan chillen en een plaats waar vergaderd kan worden.
De kermis van Dronrijp, beter bekend bij de Friese benaming Rypster Merke, is een grote dorpskermis. De kermis vindt ieder voorjaar plaats, rond het einde van mei en begin juni. Vanwege de jubileumviering van de kaatsvereniging VvV Sjirk de Wal, die de kermis in het hart van de oude dorpskern organiseert, duurt de kermis eens in de vijf jaar wat langer dan de normaal gesproken vier dagen. De kermis trekt veel bezoekers die ook komen voor de vele feesten die rondom de kermis worden gehouden.

## Onderwijs
Het dorp heeft drie basisscholen: De Romte, een openbare basisschool, It Anker een christelijke basisschool en Sint Radbodus, een katholieke basisschool.

## Bekende Dronrijpsters
- Hermannus Venema (1697-1787), predikant en hoogleraar theologie en filosofie
- Eise Eisinga (1744-1828), astronoom
- Johannes Lambertus Huber (1750-1826), politicus en rechter
- Coert Lambertus van Beyma, (1753-1820), grietenijsecretaris, gedeputeerde van de Staten van Friesland en Friese patriot
- Rutger Adolf Benthem Reddingius (1801-1863), arts en burgemeester
- Lourens Alma Tadema (1836-1912), kunstschilder
- Michael Jan de Goeje (1836-1909), oriëntalist en arabist
- Sjirk de Wal (1853-1909), kaatser
- Abe de Vries (1907-1995), winnaar Elfstedentocht 1933
- Willem van Althuis (1936-2005), kunstschilder
- Aart Staartjes (1938-2020), acteur, regisseur, presentator, documentairemaker en schrijver.